# Олефірщинський могильник
Олефі́рщинський моги́льник  — курганний могильник скіфського часу. 

## Розташування
Знаходиться за 0,25—1,15 км на північний захід від с.Олефірщина Диканського району Полтавської області України. Група курганів розташована ланцюжком орієнтованим у широтному напрямку вздовж стародавнього шляху, спрямованого до Книшівського городища.
Розташований на вододільному плато річок Ворскла та Кратова Говтва по обидва боки автотраси Полтава-Зіньків (Н12) і складається з 31 насипу. Цей курганний могильник скіфського часу належить до відомих поховальних пам’яток поворсклянського землеробського населення V-IV ст.до н.е. 
Поруч знаходилось велике скіфське поселення, що входило в округу Більського городища, розташованого десь за 20 км.

## Дослідження
Згадувався вже 1873 року в матеріалах Центрального статистичного комітету Російської імперії. Обстежувався 1901 року В. Г. Ляскоронським, 1940 і 1945 І. І. Ляпушкіним, 1953 Г. О. та Г. Т. Ковпаненками, 1985 та 1989 О. Б. Супруненком. З 1985 до 1989 досліджувався І. М. Кулатовою та  О. Б. Супруненком. Було розкопано 7 курганів VII—IV ст. до н. е.

## Опис
Досліджені кургани споруджені з чорноземних дернин. У центрі кожного кургана знаходиться по одному похованню, розміщеному у прямокутних камерах розміром від 1,9-2,25x3,2 до 3,50x4,10 м, заглиблених у материковий ґрунт на 0,60-1,25 м від рівня ставродавньої поверхні. Площа поховальних ям від 7, 1 до 26, 5 м². Вони зорієнтовані з північного сходу на південний захід. Подекуди насипи зберігали залишки вогнищ, сліди тризнових відправ. 
Поховальні камери перекривалися дубовими плахами, обтесаними деревами та горбилями. У 3-х випадках збереглися рештки рублених склепів всередині камер.
Усі поховання пограбовані за пізньосередньовічної доби.
У похованнях знайдено культурно-хронологічно атрибутований інвентар, рештки напутньої їжі, частини або ж повні скелети вміщених до камер забитих домашніх тварин, (жеребець, двоє собак, корова, вівці), залишки предметів озброення, деталі упряжу коня, прикраси, ліпний посуд місцевого виробництва та завезений гончарний давньогрецький посуд, вироби із каменю, кістки тощо. Серед жіночих прикрас — намисто, сережки, пронизки, підвіски з мушель каурі. Знайдені високохудожні вироби із золота, виготовлені античними торевтами: підвіски у вигляді амфорки, намистини, бляшки із зображенням копитної тварини, а також унікальна калачикоподібна сережка-підвіска, вкрита сканим і зерненим візерунком.
Колекції із розкопок курганів експонуються у Диканському Державному історико-краєзнавчому музеї ім. Д. М. Гармаша та Полтавському краєзнавчому музеї.